# Barnesville (Ohio)
Barnesville é uma vila localizada no estado norte-americano de Ohio, no Condado de Belmont.

## Demografia
Segundo o censo norte-americano de 2000, a sua população era de 4225 habitantes. 
Em 2006, foi estimada uma população de 4129, um decréscimo de 96 (-2.3%).

## Geografia
De acordo com o United States Census Bureau tem uma área de 
5,0 km², dos quais 5,0 km² cobertos por terra e 0,0 km² cobertos por água. Barnesville localiza-se a aproximadamente 390 m acima do nível do mar.

## Localidades na vizinhança
O diagrama seguinte representa as localidades num raio de 12 km ao redor de Barnesville. 